# Simon Upton

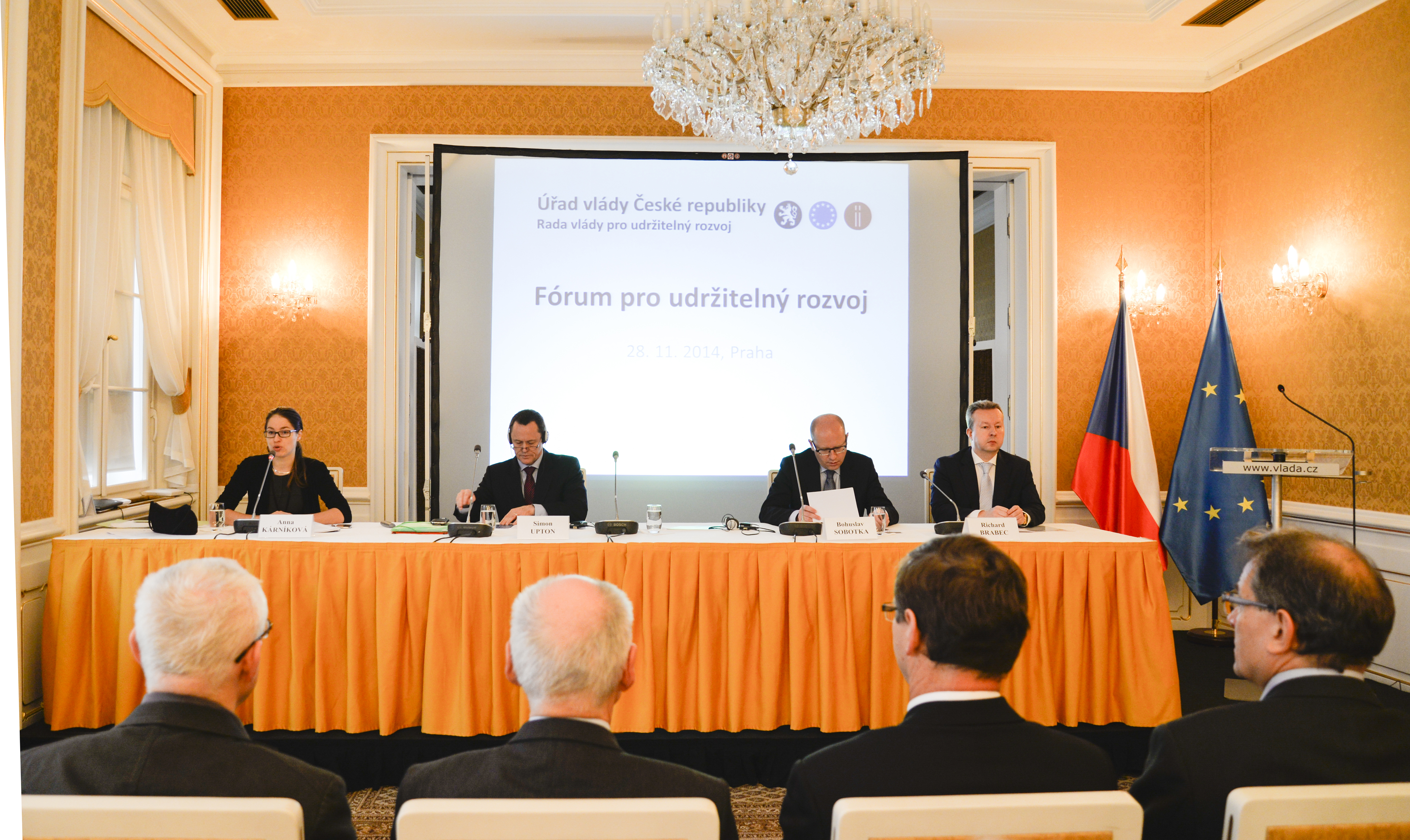
Simon Upton během zahájení Fóra pro udržitelný rozvoj 2014

Simon Upton (* 7. února 1958) je bývalý novozélandský politik, ředitel Direktorátu pro životní prostředí OECD a významný protagonista zeleného růstu.

## Politická dráha
V letech 1981 – 2001 byl poslancem parlamentu za novozélandskou National Party. V letech 1990 – 1999 byl ministrem pro životní prostředí a v období 1990 – 1993 také ministrem zdravotnictví. V roce 1991 prosadil přijetí Resource Management Act (Zákona o nakládání se zdroji). Zákon sjednotil roztříštěnou legislativu pro oblasti užívání půdy a lesů, emise, dopravu, využívání vodních zdrojů a vzduchu. Resource Management Act byl prvním zákonem na Novém Zélandu zohledňujícím principy udržitelnosti. Od roku 2004 pracuje pro OECD. Vedl Kulatý stůl pro udržitelný rozvoj a od roku 2010 je ředitelem Direktorátu pro životní prostředí OECD. Simon Upton se podílel na rozvinutí horizontálního programu k „zelenému růstu“. Tímto programem reaguje OECD na potřeby členských zemí v řešení závažných globálních problémů. Jedním z hlavních dokumentů v této oblasti je materiál OECD Green Growth Strategy z roku 2011.

## Model zeleného růstu
Simon Upton inicioval využívání datové základny OECD, výhod průřezového analytického potenciálu a unikátního know-how organizace v modelových projekcích k zpracování zprávy OECD Environmental Outlook to 2050. Tato studie mimo jiné doložila ekonomické dopady neaktivity v oblasti životního prostředí – cost of inaction. Na příkladech vztahu intenzity emisí skleníkových plynů a HDP lze ilustrovat důležitou roli „zeleného růstu“ ve stimulaci rozvoje ekonomiky. Data dokládají, že „zdražení“ tlaku na životní prostředí (stanovení cen ekosystémových produktů a služeb, zavedení „ekologických“ daní, odstranění dotací a subvencí s negativním dopadem na životní prostředí aj.) může být nezanedbatelným příjmem veřejných rozpočtů. Z nich může být následně podporován např. finančně náročný vývoj nových technologií.
Praktický význam má též sledování indikátorů „zeleného růstu“, jak plyne ze zkušeností s aplikací systému environmentálně-ekonomického účetnictví (SEEA - System of Environmental-Economic Accounting). Pro uplatnění „zeleného růstu“ v národní ekonomice neexistuje „jednotný návod“. Cíle a spektrum nástrojů musejí vycházet z konkrétních potřeb a možností jednotlivých zemí.
Simon Upton při minulé návštěvě ČR připustil, že „zelený růst“ je v ČR vnímán jako „poněkud kontroverzní téma“. Opakovaně zdůraznil, že koncept „zeleného růstu“ není možné chápat jako „statický dokument“. Dosavadní hodnocení „zeleného růstu“ v přehledech politik životního prostředí a v hospodářských přehledech OECD ukazují, že jde hlavně o „dynamický balíček stimulačních opatření, směřujících k systematické harmonizaci krátkodobých cílů s dlouhodobými, k oživení a posílení růstu ekonomiky způsobem, který méně zatíží přírodní zdroje a životní prostředí a účinněji přispěje ke zlepšení sociálních podmínek“.
V listopadu 2014 se Simon Upton zúčastnil Fóra udržitelného rozvoje na pozvání premiéra České republiky a předsedy Rady vlády pro udržitelný rozvoj Bohuslava Sobotky.
| „             | Zelený růst je klíčovým organizačním principem pro země, které se pokoušejí obnovit ekonomický růst, vytvořit pracovní místa zajištění vysoké kvality života. | “ |
| — Simon Upton | |   |

[zdroj?]